# Sapanani Centro
Sapanani Centro ist eine Ortschaft im Departamento Cochabamba im südamerikanischen Andenstaat Bolivien.

## Lage im Nahraum
Sapanani Centro liegt in der Provinz Chapare und ist ein Ort im Cantón Sacaba im Municipio Sacaba. Die Ortschaft liegt auf einer Höhe von 3583 m im südöstlichen Teil vom Nationalpark Tunari. Sapanani Centro ist Teil des Subkantons Sapanani Alto (922 Einw.) mit den Ortschaften Sapanani Centro (166 Einw.), Sapanani Alto (140 Einw.), Chaquiqocha (135 Einw.), Tolapampa (122 Einw.), Sayto (109 Einw.), Puka Loma (97 Einw.), Llusta (74 Einw.), 6 de Enero (53 Einw.) und Sapanani (26 Einw.).

## Geographie
Sapanani Centro liegt am Westrand der Anden-Gebirgskette der Kordillere von Cochabamba, das Klima ist ein typisches Tageszeitenklima, bei dem die mittleren täglichen Temperaturschwankungen höher ausfallen als die jahreszeitlichen Schwankungen.
Die Jahresdurchschnittstemperatur der Region liegt bei etwa 6 °C (siehe Klimadiagramm Challa Grande) und schwankt nur unwesentlich zwischen 2 °C im Juni und Juli und gut 8 °C im November und Dezember. Der Jahresniederschlag beträgt etwa 650 mm, bei einer ausgeprägten Trockenzeit von Mai bis August mit Monatsniederschlägen unter 10 mm, und einer Feuchtezeit von Dezember bis Februar mit bis zu 155 mm Monatsniederschlag.

## Verkehrsnetz
Sapanani Centro liegt in einer Entfernung von 32 Straßenkilometern nordöstlich von Cochabamba, der Hauptstadt des gleichnamigen Departamentos.
Durch Cochabamba verläuft die Nationalstraße Ruta 4, die mit einer Länge von 1.657 Kilometern das gesamte Land in West-Ost-Richtung durchquert. Die Straße beginnt im Westen bei Tambo Quemado an der chilenischen Grenze und erreicht nach 392 Kilometern Sacaba. Die Straße führt dann weiter in östlicher Richtung über Santa Cruz nach Puerto Suárez im brasilianischen Grenzgebiet.
Im Ortsteil Huayallari Grande der Stadt Sacaba zweigt von der Ruta 4 am „Cruce Palca“ die Ruta 4101 nach Norden ab und windet sich nach Verlassen der Vororte in Serpentinen in das Tunari-Gebirge hinauf und erreicht nach sechzehn Kilometern Sapanani Centro.

## Bevölkerung
Die Einwohnerzahl der Ortschaft ist in dem Jahrzehnt zwischen den beiden letzten Volkszählungen auf mehr als das Doppelte angestiegen:
| Jahr | Einwohner         | Quelle       |
| ---- | ----------------- | ------------ |
| 1992 | keine Detaildaten | Volkszählung |
| 2001 | 67                | Volkszählung |
| 2012 | 166               | Volkszählung |
| 2024 |                   | Volkszählung |

Im Municipio Sacaba sprechen 65,2 Prozent der Bevölkerung Quechua.